# Rien à perdre (film, 1988)
Pour les articles homonymes, voir Rien à perdre.
Pour plus de détails, voir Fiche technique et Distribution.
Rien à perdre (Miles from Home) est un film américain de Gary Sinise sorti en salles en 1988.

## Synopsis
1954. Entouré de sa femme et de ses deux enfants, Frank Jr. et Terry, gros producteurs de maïs, Frank Roberts Sr, accueillent Nikita Khrouchtchev, qui est en voyage officiel aux États-Unis.
Trente ans plus tard, dépensant leur argent sans compter et écrasés de dettes, Frank Jr. et Terry sont acculés à la faillite. Pour ne pas voir leur ferme tomber dans les mains de la Banque Fédérale, les deux frères mettent le feu à la ferme et prennent la fuite à bord d'une voiture volée.
C'est le début d'une folle cavale pour les deux frères Roberts.

## Fiche technique
- Titre original : Miles from Home
- Titre français : Rien à perdre
- Réalisation : Gary Sinise
- Scénario : Chris Gerolmo
- Musique : Robert Folk
- Image : Couleur (DeLuxe)
- Son : Dolby
- Genre : Drame
- Pays :  États-Unis
- Durée : 108 minutes
- Date de sortie en salles : 16 septembre 1988 (USA); 10 juillet 1991 (France)

## Distribution
- Richard Gere (VF : Patrick Poivey) : Frank Roberts Jr.
- Brian Dennehy : Frank Roberts Sr.
- John Malkovich (VF : Michel Le Royer) : Barry Maxwell
- Kevin Anderson (en) (VF : Vincent Ropion) : Terry Roberts
- Helen Hunt (VF : Joëlle Guigui) : Jennifer
- Judith Ivey (VF : Anne Kerylen) : Frances
- Penelope Ann Miller (VF : Laurence Crouzet) : Sally
- Larry Poling : Nikita Khrouchtchev
- Terry Kinney : Mark
- Laura San Giacomo : Sandy
- Daniel Roebuck : Young Tropper

## Autour du film
- Première réalisation de Gary Sinise, connu grâce à des films comme Apollo 13 et La Rançon et à la série télévisée Les Experts : Manhattan, où il incarne Mac Taylor, le chef de la police scientifique de New York. Il récidivera en 1992 avec Des souris et des hommes.
- Le film fut nommé au Festival de Cannes pour la Palme d'Or.